# Ризото
Ризо́то (на италиански: risotto – малък ориз) е традиционно италианско ястие с ориз, особено популярно в Северна Италия.

## История
Ястието ризото се споменава за първи път като термин през XIX век.

## Приготвяне
За приготвянето на ризото, се използва кръгъл бисерен ориз (най-добре от сорта арборио), който, в зависимост от региона, предварително се запържва в зехтин или краве масло. След запържването към ориза се долива бульон (месен, зеленчуков) в съотношение 1 литър течност на 1 чаша ориз и се задушава с постоянно бъркане.
Добавят се по желание и според рецептата – месо, морски дарове, гъби, зеленчуци или плодове. Понякога за да се постигне още по-кремообразна структура на ястието, почти в края на термичната обработка се добавя предварително разбита на котлона смес от краве масло и сирене пармезан или пекорино.